# Lienne
Lienne je rijeka u pokrajini Liège u sjevernom središnjem dijelu Belgiji. Duga je 28 km. Lijeva je pritoka  Amblève i pripada sjevernomorskom slijevu.

## Vanjske poveznice
|  | Zajednički poslužitelj ima još gradiva o temi Lienne |